# Lasse Rosenboom
Lasse Rosenboom (Aurich, 19 gennaio 2002) è un calciatore tedesco, difensore dell'Holstein Kiel.

## Carriera

### Club
Rosenboom è cresciuto nelle giovanili del Werder Brema, e nel 2021 è stato promosso nella seconda squadra dove ha disputato due stagioni di Regionalliga, la quarta divisione tedesca. Nell'estate del 2023 è stato acquistato dall'Holstein Kiel, con cui ha debuttato il 5 agosto nell'incontro di 2. Bundesliga vinto 2-1 contro il Greuther Fürth; nel corso della stagione 2023-2024, che si conclude con una promozione in prima divisione, gioca 11 partite di campionato, venendo in alcune occasioni anche aggegato alla squadra riserve del club. Ha segnato i suoi primi gol il 17 agosto 2024 ribaltando il punteggio con una doppietta nei minuti finali nella trasferta di DFB-Pokal contro l'Alemannia Aquisgrana vinto per 3-2.

### Nazionale
Ha giocato con le nazionali giovanili tedesche Under-16, Under-17 ed Under-20.

## Statistiche

### Presenze e reti nei club
Statistiche aggiornate al 14 ottobre 2024
| Stagione        | Squadra          | Campionato      | Campionato | Campionato | Coppe nazionali | Coppe nazionali | Coppe nazionali | Coppe continentali | Coppe continentali | Coppe continentali | Altre coppe | Altre coppe | Altre coppe | Totale | Totale | Totale |
| Stagione        | Squadra          | Comp            | Pres       | Reti       | Comp            | Pres            | Reti            | Comp               | Pres               | Reti               | Comp        | Pres        | Reti        | Pres   | Reti   |        |
| --------------- | ---------------- | --------------- | ---------- | ---------- | --------------- | --------------- | --------------- | ------------------ | ------------------ | ------------------ | ----------- | ----------- | ----------- | ------ | ------ | ------ |
| 2021-2022       | Werder Brema II  | RL              | 25         | 1          | -               | -               | -               | -                  | -                  | -                  | -           | -           | -           | 25     | 1      |        |
| 2022-2023       | Werder Brema II  | RL              | 27         | 1          | -               | -               | -               | -                  | -                  | -                  | -           | -           | -           | 27     | 1      |        |
| 2023-2024       | Holstein Kiel II | RL              | 14         | 0          | -               | -               | -               | -                  | -                  | -                  | -           | -           | -           | 14     | 0      |        |
| 2024-2025       | Holstein Kiel II | RL              | 2          | 2          | -               | -               | -               | -                  | -                  | -                  | -           | -           | -           | 2      | 2      |        |
| 2023-2024       | Holstein Kiel    | 2L              | 11         | 0          | CG              | 0               | 0               | -                  | -                  | -                  | -           | -           | -           | 11     | 0      |        |
| 2024-2025       | Holstein Kiel    | BL              | 4          | 0          | CG              | 1               | 2               | -                  | -                  | -                  | -           | -           | -           | 5      | 2      |        |
| Totale carriera | Totale carriera  | Totale carriera | 83         | 4          |                 | 1               | 2               |                    | -                  | -                  |             | -           | -           | 84     | 6      |        |